# Heteronotus tridens
Heteronotus tridens är en insektsart som beskrevs av Hermann Burmeister. Heteronotus tridens ingår i släktet Heteronotus och familjen hornstritar. Inga underarter finns listade i Catalogue of Life.